# Stazione di Europa (Bari)
La stazione di Europa è una stazione ferroviaria di Bari gestita dalla Ferrotramviaria, posta sulla linea che collega il centro di Bari con l'Aeroporto di Bari-Palese (Linea FM2).
La stazione serve il quartiere di Viale Europa, costruito nei pressi dell'aeroporto.
La stazione è stata attivata nel 2013, nell'ambito di un progetto per il collegamento della città con l'aeroporto, cofinanziato complessivamente con 41 milioni di euro di fondi europei FESR.

## Servizio
La stazione è servita dai treni regionali da e per Barletta, passanti via aeroporto (FR2).